# Intimitetskoordinator
| Intimitetskoordinator |
| --- |
| - Betydelse – yrkesroll inom filmproduktion - Roll – hantering av intima scener eller rena sexscener under inspelningsprocessen - Bakgrund – från 2010-talet - Användning – Normala människor, Sex Education, I May Destroy You, Watchmen |

Intimitetskoordinator är en yrkesroll inom filmproduktion. Den syftar till att hjälpa skådespelarna och regissören att hantera intima scener eller rena sexscener under inspelningsprocessen. Yrkesrollen används även vid uppsättning av teaterpjäser.

## Historia och användning
Yrket intimitetskoordinator är relativt nytt. Det utvecklades som en egen yrkesroll i slutet av 2010-talet, bland annat efter att Metoo-rörelsen identifierat en mängd potentiellt otrygga arbetsförhållanden inom filmbranschen. Det svenska ordet intimitetskoordinator fanns med på Språkrådets lista över nyord från 2020. I Sverige fanns i slutet av 2021 två utbildade intimitetskoordinatorer. Yrket kan jämföras med stuntkoordinatorns, där denna samordnar hanteringen av stuntpersonernas ofta riskfyllda arbete under en produktion. Utmaningarna för skådespelarna vid inspelning av sexscener är snarare den fysiska och psykiska utsatthet som de kan känna, när de deltar i scener som visar annars privata och känsliga handlingar. Intimitetskoordinatorn är inblandad i koreograferingen av själva scenen, men inte minst som ett stöd för skådespelarna så de kan känna sig trygga i sin yrkesroll. Det handlar bland annat om att identifiera en skådespelares personliga gränser och hur dessa kan hanteras i förhållande till det filmmanus som filmen bygger på.
I Europa finns (2022) utbildning av intimitetskoordinatorer bland annat i Storbritannien. Inom modern film är intima scener relativt vanliga, bland annat i dramafilmer. I samband med inspelningen 2018/2019 av Pleasure, ett långfilmsdrama i porrfilmsvärlden, agerade regissören Ninja Thyberg som en sorts intimitetskoordinator. Där förberedde hon bland annat filmdebutanten Sofia Kappel inför scenerna, kontrollerade hennes välmående under inspelningen och ägnade sig åt eftervård när inspelningen av scenen var över. Andra produktioner där intimitetskoordinatorer kommit till användning är Normala människor, Sex Education, I May Destroy You, The Deuce och TV-serien Watchmen. I Sverige har TV-serierna Snabba cash och Knutby (båda från 2021) dragit nytta av yrkesrollen.
2022 användes intimitetskoordinator i den svenska uppsättningen av Breaking the Waves på Vadstena slott. Detta var första gången yrkesrollen kommit till användning i en opera. Uppsättningen av Lars von Triers film från 1996 har ett antal intima och sexuella scener, med allt från kyssar till rena övergrepp. Den anlitade Malin B. Erikson var den första med det uppdraget vid en svensk inspelning, i samband med att yrkesrollen etablerades 2017.

## Kritik
Kritik mot användningen av intimitetskoordinatorer har dock förekommit. Vissa ser behovet mer i förberedelser och tidiga repetitioner, medan intimitetskoordinatorer under den slutliga inspelningen skulle kunna ge oönskat fokus åt sexscenerna. Detta har sedan ifrågasatts av både regissörer och skådespelare, som understryker att intimitetskoordinatorer är en oumbärlig del av det kreativa arbetet när det kommer till att förstärka och förmedla historien, samtidigt som de främjar öppen kommunikation och transparens genom hela processen. 